# Palinología

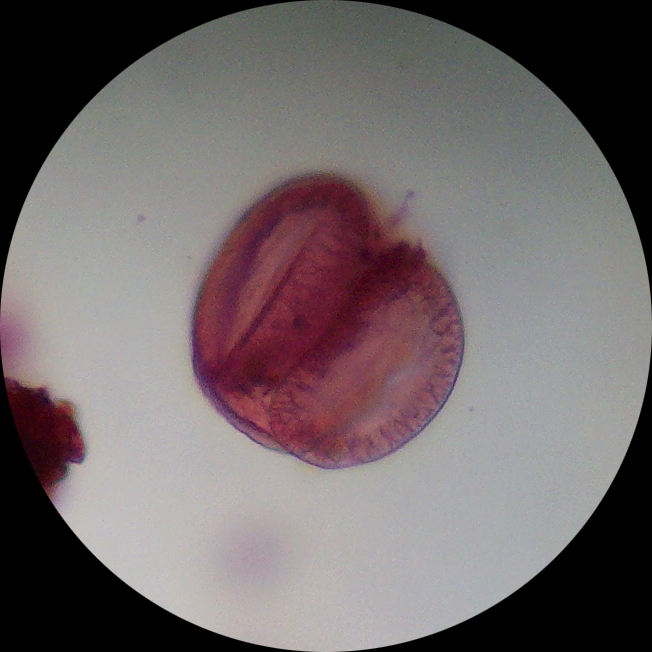
Grano de polen visto al microscopio

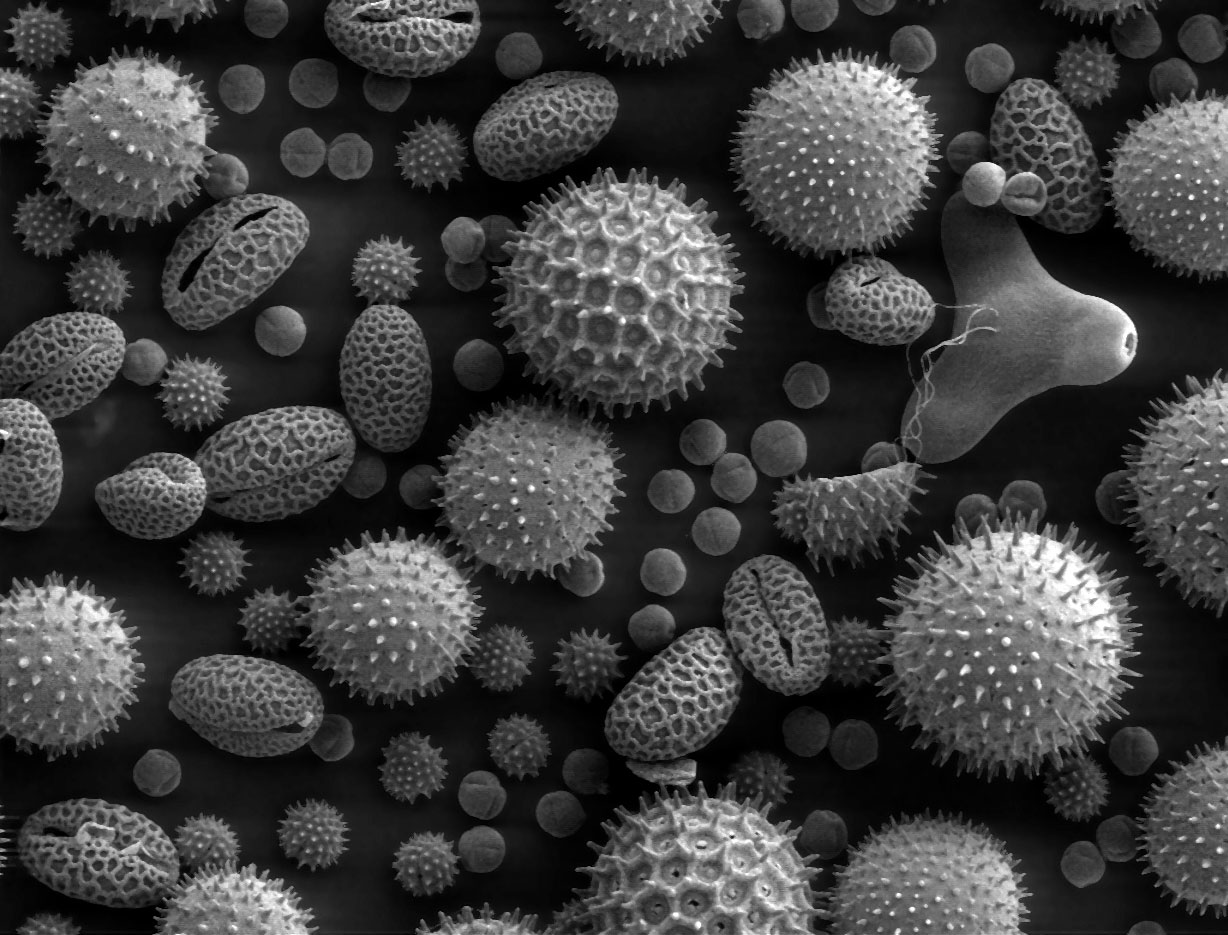
Granos de polen de diversas especies

La palinología es una disciplina de la botánica dedicada al estudio del polen y las esporas. Esta se centra fundamentalmente en el análisis de su morfología externa que presenta patrones estructurales diferentes a tenor de las variaciones en la exina, que es la pared externa de los granos de polen. El estudio y análisis microscópico de su simetría, aperturas en las paredes, contorno, forma, tamaño, etc. tiene un valor taxonómico y permite distinguir taxones diferentes a distintos niveles (familia, géneros, especies). Es en el estudio paleontológico donde alcanza su máxima versatilidad, pues el polen tiene gran resistencia a la putrefacción debido a las características químicas de la exina. Esta área de investigación se denomina "paleopalinología".
La paleopalinología se basa en la capacidad de polen y esporas (también denominados palinomorfos) para ser fosilizados. Los palinomorfos pueden ser transportados por el viento, o a través de otros vectores como los animales, y depositados sobre diferentes materiales. Estos microfósiles sedimentados a lo largo del tiempo experimentan procesos de fosilización de su exina de manera que se puede extraer, datar e identificar el polen de un determinado material y deducir así cómo era la vegetación en el pasado.
Este hecho tiene importancia biológica en sí misma dado que de ello se pueden deducir multitud de parámetros como la evolución vegetal, extinciones de especies vegetales y todos aquellos aspectos relacionados con la biogeografía histórica de las plantas (geobotánica o fitogeografía). Además se pueden inferir otras características del paisaje que en conjunción con otras disciplinas (arqueozoología, paleoantropología, paleobotánica) permite la reconstrucción de ambientes fósiles en distintos planos.
De hecho la paleoclimatología emplea la paleopalinología como herramienta frecuentemente. Este uso se debe a que las especies vegetales mantienen óptimos ambientales bajo distintas circunstancias climáticas. Una simplificación del mecanismo inductivo que se emplea para la reconstrucción climática es el siguiente: si una especie que hoy es típica de ambiente fríos y húmedos es hallada depositada en materiales de una determinada época del pasado podemos inferir que el clima durante ese periodo era frío y húmedo. Por supuesto el proceso de interpretación de la ecología de ambientes pasados no es tan simple y se deben considerar numerosos aspectos como la interacción entre las diferentes especies dentro de una comunidad vegetal, la amplitud ecológica de los taxones, etc.
Algunas de las fuentes de polen fósil más frecuentes, especialmente en latitudes medias del planeta, son las turberas, ambientes lacustres o humedales. La conservación del polen pasa por mantener condiciones de anoxia de manera constante, de modo que la preservación óptima del polen se da en ambientes poco expuestos a la erosión y oxigenación. Por ello, las turberas y demás espacios lacustres se muestran especialmente útiles en este aspecto. Por otra parte, en este tipo de cuencas de depósito el material sedimentado lo hace de manera secuencial de modo que se pueden extraer sondeos coherentes en el tiempo, en los que la base sea más antigua que la zona superior. Si se realizan análisis polínicos de muestras consecuentes en un sondeo de estas características y además se realizan dataciones absolutas se pueden obtener curvas de cambio vegetal a lo largo de un periodo concreto y por tanto secuencias de cambio climático a lo largo de dicho periodo.
La paleopalinología se ha convertido en una disciplina que sirve de gran apoyo a otras áreas de estudio paleontológicas para la deducción de resultados paleoambientales. Es también usada en arqueología.